# ザ・ロカッツ
ザ・ロカッツ(The Rockats)はイギリス出身のロカビリーバンド。1977年頃に活動開始し1985年に一度解散するも、1991年に再結成し、活動停止時期をはさみながら現在も活動中。

## メンバー
- ディブス･プレストン Dibbs Preston / Lead Vocal
- スマッティ・スミス Smutty Smith / Upright Bass
- バリー・ライアン Barry Ryan / Guitars
- ダニー・ハーヴェイ Danny B. Harvey / Guitars
- ルイス・キング Lewis King / Drums

## 略歴

### リーヴァイ＆ザ・ロカッツ
前身バンドとなるリーヴァイ＆ザ・ロカッツは、マルコム・マクラーレンとヴィヴィアン・ウエストウッドがプロデュースしていたレット・イット・ロックというファッションショップ（後のSEX、World's End)に出入りしていた客が主となって結成されたバンドである。
シェイキン・スティーヴンスのコンサートに飛び入りしたリーヴァイ・デクスター(Vo)が、リー・ブラックチャイルダース(元デヴィッド・ボウイ、ジョニー＆ザ・ハートブレイカーズのマネージャー)の目にとまり、リーヴァイ、エディー・ディブルス(Gu)、スマット・スミフ(Ba)の3人が中心となり、ミック・バリーとドン・デバレックスの2人を加えて活動開始。オリジナル・メンバーは全員、英国人。
1977年暮れにロンドンのガムデン・パレスでライヴ・デビュー。
1978年イギリスで公演し続ける事に不満を持ち、11月ロカビリーのルーツ、米国南部に渡米。この前後、ミックとドンの2人が脱退、ディーン・トーマス(Dr)、ガイ・ヘマー(Gu)が加入。
1979年Max's Kansas Cityでザ・クランプスの前座公演を皮切りに、7月には米国の伝統的なカントリーショウ、ルイジアナ・ヘイライドに出演。その時のMC、フランク・ペイジは「25年前のエルヴィス・プレスリーの公演以来のパフォーマンスだった」と称えた。その時のライヴ・アルバムが後(1981年）、ポッシュボーイレーベルから「The Louisiana Hayide」として発売、1年後にロックハウスレーベルから再版された。
1980年1979年後半からニューヨークを拠点に活動していたリーヴァイ＆ザ・ロカッツだが、メジャーレーベルの契約に関しての意見の相違、今後の方向性(ノスタルジックサウンド orモダナイズサウンド)の相違等の問題からリーヴァイ、ディーン、ガイの3人は脱退、事実上リーヴァイ＆ザ・ロカッツは解散してしまう。

### ザ・ロカッツ
1980年、エディー、スマットの2人はモダナイズな新生ロカッツ結成にあたり元ニューヨーク・ドールズのドラマー、ジェリー・ノーランと出会い、とりあえず3人で活動を始める。当初はザ・ロカッツと名乗らずスキ・エボンズ・スリー・ピースと名乗っていた。(この頃にエディー・ディブルスはディブス･プレストン、スマット・スミフはスマッティ・スミスと改名)
この頃の(仮)ロカッツはディブスがギターボーカルの難儀さからボーカル1本へ集中したい、旧来の5人編成にしたい、等の理由によりギターリスト2人を必要としており、ニューヨーカーのティム・スコット、バリー・ライアンが加入。(この時期にブライアン・セッツァーが加入の意思を見せていたがブライアンのワンマンな性格を覚ったメンバーが拒否）
1stシングル「Rockabilly Doll」でザ・ロカッツとしてインディーズデビュー。発売後すぐにジェリーが脱退。
ルイス・キングが新たにドラマーとして加入する。シングル発売後、精力的なライブ活動を展開し人気は着々と上がる。その頃日本のアルファ・レコードから発売されたスネークマン・ショー（急いで口で吸え！）に「All Thru The Nite」が収録された。
1981年、ロンドンのアイランドレコードから「LIVE AT THE RITZ」でメジャーデビュー。当初はスタジオでのレコーディングを行っていたが、満足な内容に仕上がらず、本領発揮できるライブ作品でのデビューとなった。また発売後すぐにティムとルイスが脱退。(その2人は新たにティム・スコットのソロ活動を始める。)代わりにマイク・オズボーン(Dr)と元メンバーのリーヴァイ・デクスター(Vo)が立ち上げたバンド、リーヴァイ＆ザ・リップコーズのギターリストであるダニー・ハーヴェイを引抜き加入させる。
1982年、RCAレコードに移籍しレコーディング開始。
1983年、ソフト・セルの「Tained Love」をヒットさせたプロデューサー、マイク・ソーンを迎え、ミニアルバム「Make That Move」発売。
モダン・ポップとロカビリーを融合させたサウンドで、現在もザ・ロカッツの代名詞とも言える作品である。しかしRCAレコード社内の再編成があり、満足なプロモーションも受けられず、発売日自体も大幅に遅れてしまう。映画「Where The Boys Are '84」のサントラにジーン・ヴィンセントの「Be-Bop-a-Lula」とオリジナルの「Woman's Wise」を提供、バンド役で出演も果たすも、公開もサントラ発売も1年先のこととなってしまう。この結果、活動自体が失速してしまう。

### シークレット・ハーツ
1984年、RCAレコードからMCAレコードに移籍。同時にバンド名をシークレット・ハーツ(Secret Hearts)と改名し、同名アルバムを発売。音楽性もRCAレコード時代に片鱗としていたモダン・ポップ路線を前面に押し出し、ロカビリー色を後退させた。ちなみに「Make That Move」から2曲リ・レコーディングで収録されている。心機一転で臨んで行ったが、事態はあまり好転しなかった。
1985年、バリー・ライアンが新規プロジェクト「Lucky７」を進めたことをきっかけに、バンドは解散する。

### 再結成
1988年のストレイ・キャッツの再結成を機に、日本ではネオロカビリーブームが再燃し、廃盤となっていた「Make That Move」は高価で取引される状態であった。
1991年、BMGビクターより「Make That Move」に「Where The Boys Are '84」のサントラ収録の2曲を加え、CD化。
同じ頃、ディブスとバリーの2人を中心とした「ブルー・ダイヤモンズ」というバンドに、スマッティが合流。そんなおり「Make That Move」のCDの好評価を経て、日本からライブのオファーが舞い込む。未だザ・ロカッツの人気が根強いことを知ったメンバーは、バンド名を復活させ4人編成で活動を開始した。
1992年、12月来日
1993年、1992年12月9日のクラブ・チッタ川崎のライブを収録した、「Raw in Japan」発表
1994年、再結成後の初のスタジオ・アルバム「Downtown Saturday Night」発売
以降スローペースながら、現在も活動中

## ディスコグラフィー
- Room to Room （1978年）Levi And The Rockats名義　自主制作シングル
- Rockabilly Idol （1980年）Levi And The Rockats名義　セカンドシングル
- Rockabilly Doll （1980年）The Rockats名義　デビューシングル
- Live at the Ritz (1981年) ライブ・アルバム
- Live at the Louisiana Hayride (1981年) Levi And The Rockats名義　1979年7月19日のライブ
- Make That Move (1983年) ミニ・アルバム
- Secret Hearts （1984年）Secret Hearts名義
- Raw in Japan (1993年)　1992年12月9日のライブ
- Downtown Saturday Night (1994年)
- The Good, the Bad, the Rockin' (1997年)
- True Hearted Woman (2000年) シングル
- Rollin' Thunder (2001年)
- Wild Love (2003年)
- The Last Bop (2003年) 1984年 The Rockats名義でのラストライブ
- Rockin' Together（2013年）